# Bob Stewart (Eishockeyspieler)
Robert Harold „Bob“ Stewart (* 10. November 1950 in Charlottetown, Prince Edward Island; † 3. Februar 2017 in Creve Coeur, Missouri, USA) war ein kanadischer Eishockeyspieler, der im Verlauf seiner aktiven Karriere zwischen 1967 und 1980 unter anderem 580 Spiele für die Boston Bruins, California Golden Seals, Cleveland Barons, St. Louis Blues und Pittsburgh Penguins in der National Hockey League auf der Position des Verteidigers bestritten hat. Seit seinem Karriereende hält Stewart mit einer absoluten Plus/Minus-Bilanz von −257 einen zweifelhaften NHL-Rekord.

## Karriere
Stewart verbrachte seine Juniorenzeit zwischen 1967 und 1970 bei den Oshawa Generals in der Ontario Hockey Association. Dort entwickelte sich der Verteidiger im Laufe der Jahre zu einem versatilen Abwehrspieler, der sowohl in der Defensive mit Härte spielte, aber auch in der Offensive Akzente setzte. Nachdem er in seinem zweiten und dritten Jahr in der OHA jeweils deutlich über 30 Scorerpunkte erzielt hatte, wurde er im NHL Amateur Draft 1970 bereits in der ersten Runde an 13. Stelle von den Boston Bruins aus der National Hockey League ausgewählt.
Nach der Auswahl im Draft wechselte Stewart umgehend in den Profibereich, wo er zunächst in Bostons Farmteams, den Oklahoma City Blazers in der Central Hockey League kam. Dort verbrachte der Kanadier auch Teile der Saison 1971/72, in der er ebenso für die Boston Braves in der American Hockey League zum Einsatz kam und in acht Partien für die Bruins in der NHL debütierte. Im Februar 1972 trennten sich Boston jedoch von seinem Nachwuchsspieler und transferierten ihn in einem insgesamt fünf Spieler umfassenden Tauschgeschäft zu den California Golden Seals. Mit ihm wechselten Reggie Leach und Rick Smith nach Kalifornien, während Carol Vadnais und Don O’Donoghue den Weg nach Boston antraten.
Bei den Golden Seals etablierte sich der Kanadier in der NHL und war bis zum Umzug des Franchises nach Cleveland im Bundesstaat Ohio fester Bestandteil des Kaders. In seiner letzten Saison mit dem Team aus Oakland fungierte er gemeinsam mit Jim Neilson als Mannschaftskapitän. Dieses Amt teilten sich die beiden Spieler auch während ihrer zwei Spielzeiten bei den Cleveland Barons, wie das Franchise bis zu seiner endgültigen Auflösung nach der Saison 1977/78 hieß. In der Folge der Franchiseauflösung wurde der mittlerweile 28-jährige Defensivspieler im NHL Dispersal Draft 1978 von den Minnesota North Stars, die den Platz der Barons in der Liga einnahmen, vor der Wahl durch andere Franchises geschützt und ging somit in den Besitz Minnesotas über. Noch am selben Tag transferierten sie den Kanadier jedoch im Tausch für ein Zweitrunden-Wahlrecht im NHL Entry Draft 1981 zu den St. Louis Blues, die in der Nachbetrachtung des Transfers auch noch Harvey Bennett junior erhielten.
Stewart bestritt die Saison 1978/79 bei den St. Louis Blues und begann dort auch die folgende Spielzeit, ehe er November 1979 erneut Teil eines Spielertauschs wurde. Während er zu den Pittsburgh Penguins wechselte, erhielt St. Louis Blair Chapman. In Diensten der Penguins beendete Stewart am Ende des Spieljahres 1979/80 im Alter von 29 Jahren seine aktive Karriere. Seitdem hält er mit einer absoluten Plus/Minus-Bilanz von −257 über seine gesamte Karriere einen NHL-Rekord. Stewart verstarb im Februar 2017 im Alter von 66 Jahren in Creve Coeur im US-Bundesstaat Missouri.

## Erfolge und Auszeichnungen
- 1970 OHA First All-Star Team

## Karrierestatistik
(Legende zur Spielerstatistik: Sp oder GP = absolvierte Spiele; T oder G = erzielte Tore; V oder A = erzielte Assists; Pkt oder Pts = erzielte Scorerpunkte; SM oder PIM = erhaltene Strafminuten; +/− = Plus/Minus-Bilanz; PP = erzielte Überzahltore; SH = erzielte Unterzahltore; GW = erzielte Siegtore; 1 Play-downs/Relegation; Kursiv: Statistik nicht vollständig)